# Leopoldyna Leszczyńska
Leopoldyna Leszczyńska z domu Walter (ur. 13 maja 1852, zm. 25 września 1929 w Sanoku) – polska właścicielka dóbr ziemskich.

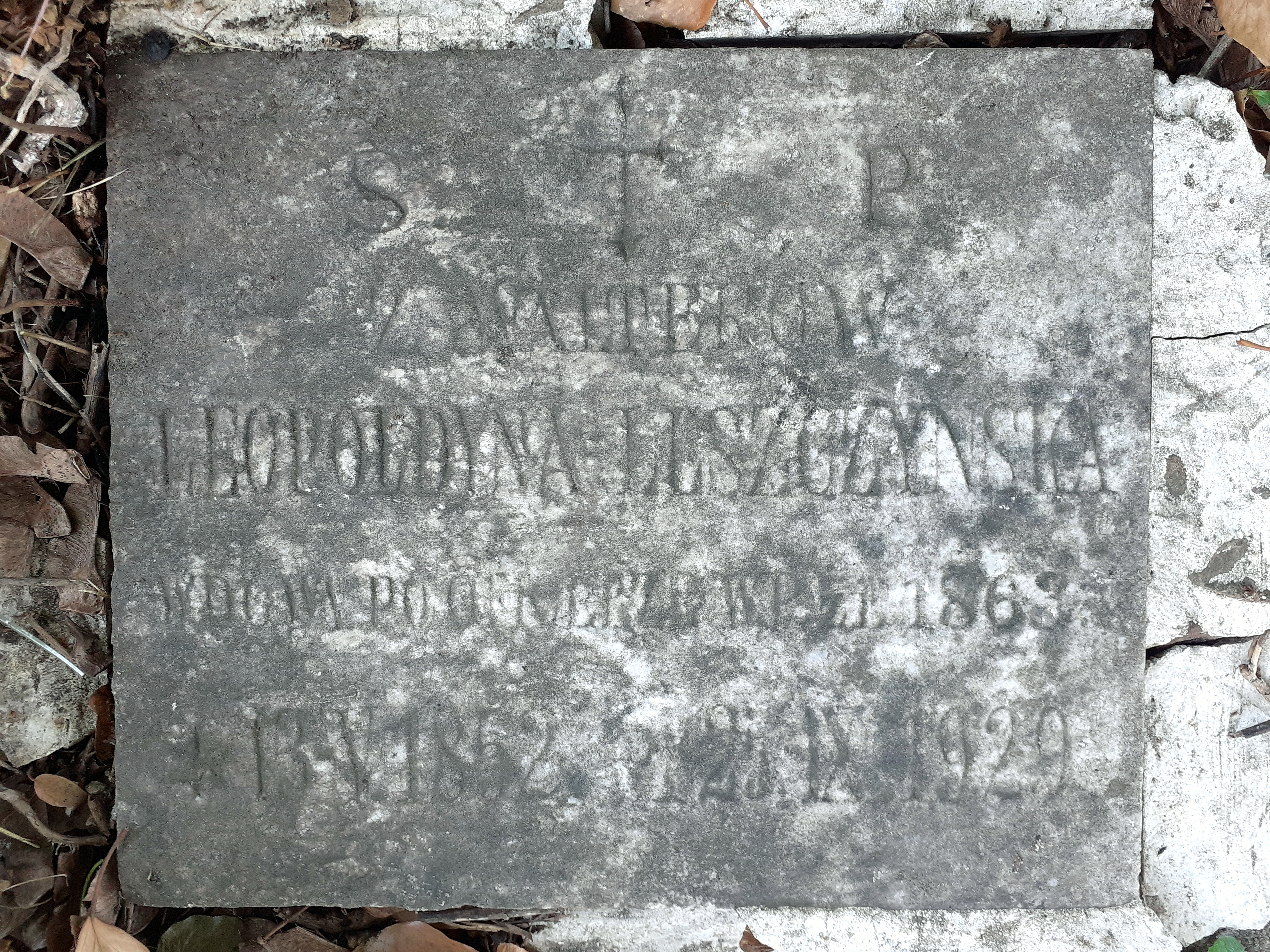
Tabliczka nagrobna Leopoldyny Leszczyńskiej

## Życiorys
Urodziła się 13 maja 1852. Wywodziła się z rodziny Walter. Została żoną Franciszka Leszczyńskiego (1841–1904, powstaniec styczniowy, kupiec w Tarnowie). Mieli syna Franciszka Stefana, córkę Jadwigę (1878-1952, zamężna z Zygfrydem Gölisem).
Po Leopoldzie Walterze na przełomie lat 80./90. była właścicielką tabularną Dwernika z Dwerniczkiem. Jako właścicielka ziemska tych majątków była uprawniona do wyboru posła na Sejm Krajowy Galicji.
Do końca życia zamieszkiwała w Sanoku pod numerem konskrypcyjnym 418. Zmarła w tym mieście 25 września 1929 w wieku 78 lat. Została pochowana na cmentarzu przy ul. Rymanowskiej w Sanoku 27 września 1929.